# Gish (počítačová hra)
Gish je akční počítačová hra pro operační systémy Linux, Microsoft Windows a Mac OS X. Je možné ji hrát v módu pro jednoho hráče, ale i ve více hráčích.
Hra v počítači má 45 kol, nějaké boje s bossy a 5 hřišť, které získáváte, když hledáte tajné místnosti. Těch je celkem 71. Byla vytvořena verze i pro mobilní telefony.

## Postavy

### Dehtové
Dehtové postavy se po smrti rozletí na hromadu malých kuliček, jejichž nasbíráním lze znovuoživit

#### Gisha
Neukazující se postava.
spatříte ji v multiplayeru. Multiplayer: 1P.Gish 2P.Hera 3P.Gisha. Je stejná jako gish akorát má oči jako hera a je hodná.

#### Gish
Kladná postava. Gish je černá dehtová kulička. Umí svůj povrch změnit z normálního na lepivý (který mu pomáhá lézt po stěnách) nebo kluzký (který mu pomáhá proklouznout úzkými škvírami). Váží zhruba 5,5 kg (12 liber). Je tvořen měkkým polygonem.

#### Hera
Záporná postava. Hera je bílá dehtová kulička, Gishova ex-přítelkyně, chce ho zničit za každou cenu a sežrat jeho děti (očička).
Její úrovně jsou:
1. Menší než Gish – Snaží se utéct. (kanál)
2. Stejně velká jako Gish – Snaží se sežrat Gishe. (egypt)
3. Větší než Gish – Snaží se zůstat s Gishem až do smrti (= zabít se společně s ním).

#### Očičko (Eyeling)
Neutrální postava. Očičko je dítě Gishe a člověka jménem Brea. Má jedno lidské oko a je o něco menší než Gish. Očička jsou trojčata.

### Klasické

#### Gimp
Záporná postava. Gimp je přisluhovač Hery. Má sivou hlavu a růžové tělo. Gimpové jsou vypravěčovi oblíbení záporňáci a ve verzi Gish Reloaded vám dokonce v několika levelech pomáhají pod podmínkou, že je nezabijete.

#### Khafe
Záporná postava. Khafe je duch se kterým se setkáte v Egyptě. Snaží se vás zabít a zahřát se vaší duší (kterou podle jeho slov zachytí do igelitového pytlíku, který má s sebou). Bojí se světla.

#### Ev'ill
Záporná postava. Je masožravá rostlina, která má ostnatá chapadla, vyrůstající ze země.

#### Kyblík trusu (Honeybucket)
Záporná postava. Je kyblík, který vyhazuje ze sebe zubatá stvoření; je možné ho zničit velikou skálou.

### Nadpostavy
Nadpostavy se ve hře vůbec nevyskytují, ale stejně mohou mluvit k postavám.

#### Vypravěč (Narrator)
Vypravěč je postava, která má na průběh hry zásadní vliv. Je to něco jako Bůh ve světě Gishe.

#### Nápověda (Hint)
Nápověda (nebo také Pan Otazník – Mr. Questionmark) je postava, která vás provede základním ovládáním a občas bude mít nějaké poznámky k rozhovorům mezi různými postavami.

## Lokace

### Gish

#### Kanál
První lokalita, do které se dostanete po začátku hry, kde se naučíte funkce věcí a seynámíte se s monstry. Boss nacházející se tam je Kýblik.

#### Egypt
Druhá lokalita. Nachází se tam různá tlačítka a hlavolamy. Boss je Khafe.

#### Peklo
Třetí lokalita. Je tam hodně lávy, která vám ubere hodně života no monstrům jej neubírá. Boss je Ev'ill.

### Gish reloaded

#### Džungle
Namísto pekla se v této verzi hry nachází džungle. Džungle se dostává do příběhu na začátku hry. Vypravěč jí nemá rád protože mu kazí originální příběh. Boss je pořád Ev'ill.